# Raid
Il raid, in campo militare, è inteso come un'azione di sorpresa, generalmente eseguita con ridotto impiego di mezzi, contro obiettivi di limitata importanza.
Il termine è mutuato dalla lingua scots (pronunciato réid e corrispondente all'inglese road = "strada") ed è stato diffuso in tutta Europa, nella prima metà del XIX secolo, dallo scrittore scozzese Walter Scott, con il significato di "incursione", ovvero di "strada percorsa per andare in guerra". In esso, a differenza del blitz, è sempre programmato il rientro alla base, non prevedendo l'occupazione del territorio di manovra.

## Storia
Il raid è un tipo di missione, affidata generalmente ad unità militari terrestri, finalizzata ad attaccare obiettivi sensibili, creare disturbi o diversivi tra le file nemiche, catturare prigionieri e raccogliere informazioni.
Si tratta di operazioni svolte da forze speciali, unità d'élite (teste di cuoio), che vengono appositamente addestrate ai particolari obiettivi.
Si può affermare che le missioni raid abbiano origine dalla grande guerra. Durante il '14-'18 la guerra di trincea impediva operazioni di movimento; spesso era possibile solamente o l'assalto frontale delle fanterie oppure l'immobilità nella trincea. Si iniziarono a compiere incursioni notturne condotte da piccole squadre che si infiltravano tra le linee nemiche per fare colpi di mano o catturare prigionieri. Col progredire delle ostilità questa tecnica di combattimento venne migliorata al punto di istituire appositi reparti composti da volontari scelti. Esempi famosi sono stati gli Arditi italiani oppure le operazioni tedesche condotte da Erwin Rommel a Caporetto che portarono il caos tra le linee italiane. Con la seconda guerra mondiale ogni esercito aveva le sue forze specializzate,  come il SAS britannico, i Rangers statunitensi, gli Spetsnaz russi e di altri paesi ex-sovietici.
Tra questi spicca soprattutto il Sas, nato nel 1941, che compì numerosi attacchi contro la Luftwaffe, causando la distruzione di molti caccia tedeschi. Il raid non fu più solamente un'operazione contro le linee nemiche ma anche dietro le linee e con molti possibili compiti.

## Utilizzo
Attualmente tutti i principali eserciti del mondo hanno  speciali con numerosi operatori spesso specializzati in poche e mirate tipologie di missione. Le operazioni militari sono infatti molto complesse e con molteplici scenari possibili sia per il tipo di guerra convenzionale oppure come quelle odierne in Iraq o in Afghanistan. Per questo le operazioni militari classiche sono spesso accompagnate da raid condotte da forze speciali. Inoltre vengono impiegate sempre più intensivamente in scenari non ufficiali dove conducono soprattutto azioni di sabotaggio, incursioni di vario tipo, cattura/liberazione di prigionieri.  
Invece per la guerra aerea si definisce raid un attacco in generale condotto da aerei militari contro obiettivi terrestri e navali.